# 이문세 7집
《이문세 7집》은 1991년 9월 17일에 발매한 대한민국의 음악가 이문세의 일곱 번째 정규 음반이다. 이 음반은 이문세와 작곡가 이영훈의 협업이 절정에 달한 작품으로 평가받는다.

## 배경
이 음반은 음악적으로는 발라드를 중심으로 하되, 재즈와 클래식 요소를 도입하여 이전보다 풍성하고 실험적인 사운드를 구현하였다. 편곡에는 김명곤, 연석원, 유영선 등이 참여하였다. 〈저 햇살 속의 먼 여행〉에서는 워킹 베이스와 피아노 솔로가, 〈겨울의 미소〉에서는 성악가 박정하의 클래시컬한 보컬이 돋보인다. 또한, 장혜진과 함께한 〈회전목마〉는 감성적인 듀엣곡으로 주목받았다.
《이문세 7집》은 이문세의 음악적 성숙과 이영훈의 작곡 세계가 정점에 이른 음반으로 평가되며, 이후 1990년대 한국 대중음악에서 발라드 장르의 발전에 결정적인 영향을 끼쳤다.
이전 음반에 비해 보다 섬세하고 성숙한 감성의 곡들이 주를 이루었고, 특히 〈옛사랑〉은 7집의 정체성을 상징하는 대표곡으로 자리잡았다.

## 곡 목록
모든 곡들은 이영훈에 의해 작사/작곡하였다.
| #  | 제목                    | 재생 시간 |
| -- | ----------------------- | --------- |
| 1. | 〈가을이 가도〉         | 4:00      |
| 2. | 〈저 햇살속에 먼 여행〉 | 3:02      |
| 3. | 〈겨울의 미소〉         | 4:34      |
| 4. | 〈회전목마〉            | 4:20      |
| 5. | 〈갈수 없는 시간〉      | 4:53      |

| #   | 제목                         | 재생 시간 |
| --- | ---------------------------- | --------- |
| 6.  | 〈옛사랑〉                   | 4:32      |
| 7.  | 〈그리움만이 사랑은 아니야〉 | 4:50      |
| 8.  | 〈세월이 지난후〉            | 3:52      |
| 9.  | 〈이 아침엔〉                | 3:18      |
| 10. | 〈풋잠속에 문득〉            | 4:35      |